# Mezinárodní hudební festival F. L. Věka

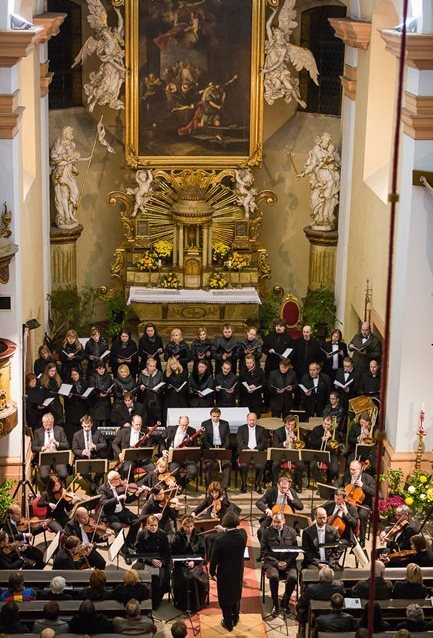
Hudební festival F. L. Věka v Dobrušce, Requiem W. A. Mozarta

Mezinárodní hudební festival F. L. Věka je festivalem klasické hudby, jehož koncerty se konají ve městech Dobruška, Opočno a Nové Město nad Metují ve východních Čechách. 

## O festivalu
Pořadatelem festivalu je spolek Místní akční skupina POHODA venkova ve spolupráci se zúčastněnými městy, záštitu převzala řada osobností ze světa kultury i politiky včetně Jiřího Bělohlávka – šéfdirigenta České filharmonie. Od roku 2012 se koná pod záštitou Ministerstva kultury, uměleckým ředitelem festivalu je Pavel Svoboda, manažerem Luboš Řehák.
Festival ve svém názvu připomíná osobnost Františka Vladislava Heka, dobrušského rodáka, vlastence a hudebního skladatele, jehož autobiografii použil Alois Jirásek v románu F. L. Věk, který zfilmovala Česká televize.

## Program

### Interpreti
Festival uvedl interprety: Václav Hudeček, Iva Kramperová, Josef Špaček, Ivan Ženatý – housle, Ludmila Peterková – klarinet, Radek Baborák – lesní roh, Jiří Bárta – violoncello, Mičijo Keiko, Raffaella Milanesi – soprán, Jaroslav Tůma, Pavel Svoboda, Václav Uhlíř – varhany, Kateřina Englichová – harfa, Alfred Strejček – recitace i orchestr Komorní filharmonie Pardubice, Talichova komorní filharmonie, soubor Barocco sempre giovane či sbory Český filharmonický sbor Brno, Český chlapecký sbor Boni pueri. 

### Dramaturgie
Dramaturgie festivalu zahrnuje koncerty od barokní hudby na dobové nástroje, přes komorní hudbu, sólové recitály, klasické orchestrální koncerty i velké vokálně-instrumentální projekty jako Requiem d moll W. A. Mozarta nebo Missu Sanctissimae Trinitatis Jana Dismase Zelenky. 

### Premiéry
Na objednávku festivalu vznikají a jsou premiérovány nové kompozice soudobých skladatelů. Meditace na téma a putování F. V. Heka pro housle a varhany hudebního skladatele Luboše Sluky vychází z tématu skladby Františka Vladislava Heka Missa Pastoralis. Žákovskou koledu skladatelky Sylvie Bodorové uvedl sbor Boni pueri. Recitátor Alfred Strejček se svým Pořadem o F. V. Hekovi přiblížil jeho životopis, myšlenky i literární tvorbu. 

### Cena festivalu
Cena MHF F. L. Věka je udělována každý rok na některém z koncertů festivalu. Cílem je oceněnit osobnosti, které se svým celoživotním dílem nebo mimořádným uměleckým počinem zasloužily o kulturu regionu. O udělení rozhoduje Festivalový výbor, nominace může zasílat i veřejnost.
- 2011: Luboš Sluka
- 2012: Václav Rabas
- 2013: Ivo Kašpar
- 2014: Vlastimil Železník
- 2015: Jaroslav Šaroun
- 2016: Václav Uhlíř
- 2017: Jindřich Bradna
- 2018: Pavel Kováříček